# Incahuasi (distrito)
Incahuasi é um distrito do Peru, departamento de Lambayeque, localizada na província de Ferreñafe.

## Transporte
O distrito de Incahuasi é servido pela seguinte rodovia:
- LA-100, que liga a cidade ao distrito de Motupe
- LA-101, que liga a cidade ao distrito de Motupe
- LA-103, que liga a cidade de Cañaris ao distrito de Pacora
- LA-104, que liga partes de seu território [1][2][3]